# Квернаула (Гулелеби)
Квернаула (груз. კვერნაულა) — село в Грузии, на территории Тианетского муниципалитета края (мхаре) Мцхета-Мтианети.

## География
Село находится в центральной части Грузии, на расстоянии приблизительно 16 километров (по прямой) к юго-западу от посёлка городского типа Тианети, административного центра муниципалитета. Абсолютная высота — 1045 метров над уровнем моря.

## Население
По результатам официальной переписи населения 2014 года в Квернауле проживало 74 человека (37 мужчин и 37 женщин). В национальной структуре населения грузины составляли 99 %.
| Год  | Население, человек |
| ---- | ------------------ |
| 2002 | 99                 |
| 2014 | ↘ 74               |